# 小行星3505
小行星3505（3505 Byrd）是一颗绕太阳运转的小行星，为主小行星带小行星。该小行星于1983年1月9日发现。

## 轨道参数
小行星3505的轨道半长轴为3.0107524 UA，离心率为0.111。